# 1967年臺灣
|        | 臺灣歷史 \| 台灣歷史年表 |
| 世纪： | 19世纪臺灣 \| 20世纪臺灣 \| 21世纪臺灣 |
| 年代： | 1930年代臺灣 \| 1940年代臺灣 \| 1950年代臺灣 \| 1960年代臺灣 \| 1970年代臺灣 \| 1980年代臺灣 \| 1990年代臺灣                                           |
| 年份： | 1962年臺灣 \| 1963年臺灣 \| 1964年臺灣 \| 1965年臺灣 \| 1966年臺灣 \| 1967年臺灣 \| 1968年臺灣 \| 1969年臺灣 \| 1970年臺灣 \| 1971年臺灣 \| 1972年臺灣 |
| 纪年： | 丁未年（羊年）、中華民國56年 |

1967年臺灣設置了第一個直轄市－臺北市:140。

## 政府

### 國家正副元首

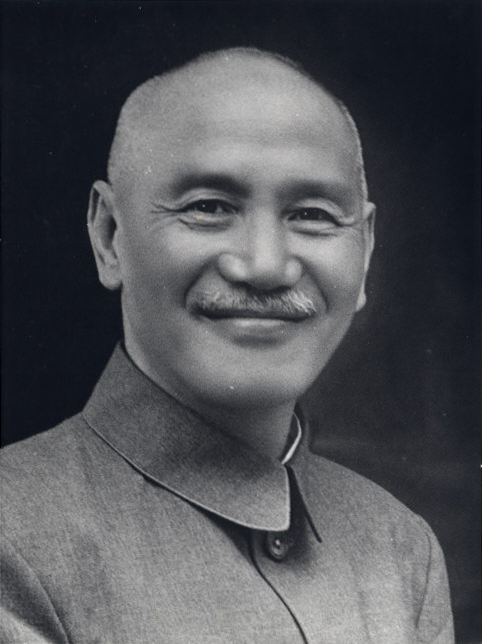
總統：蔣中正
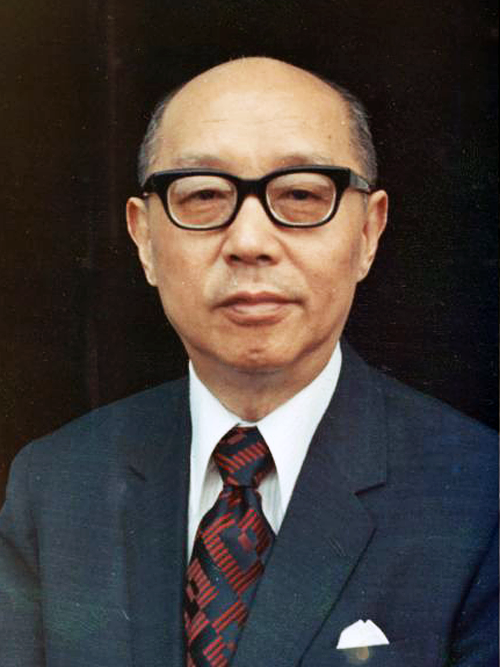
副總統：嚴家淦

### 五院首長

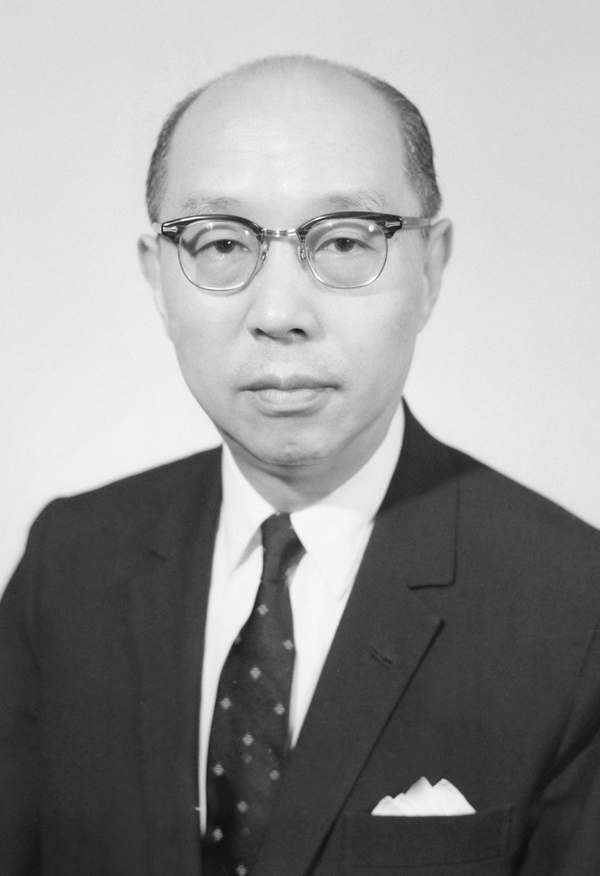
行政院院長：嚴家淦（副總統兼任）
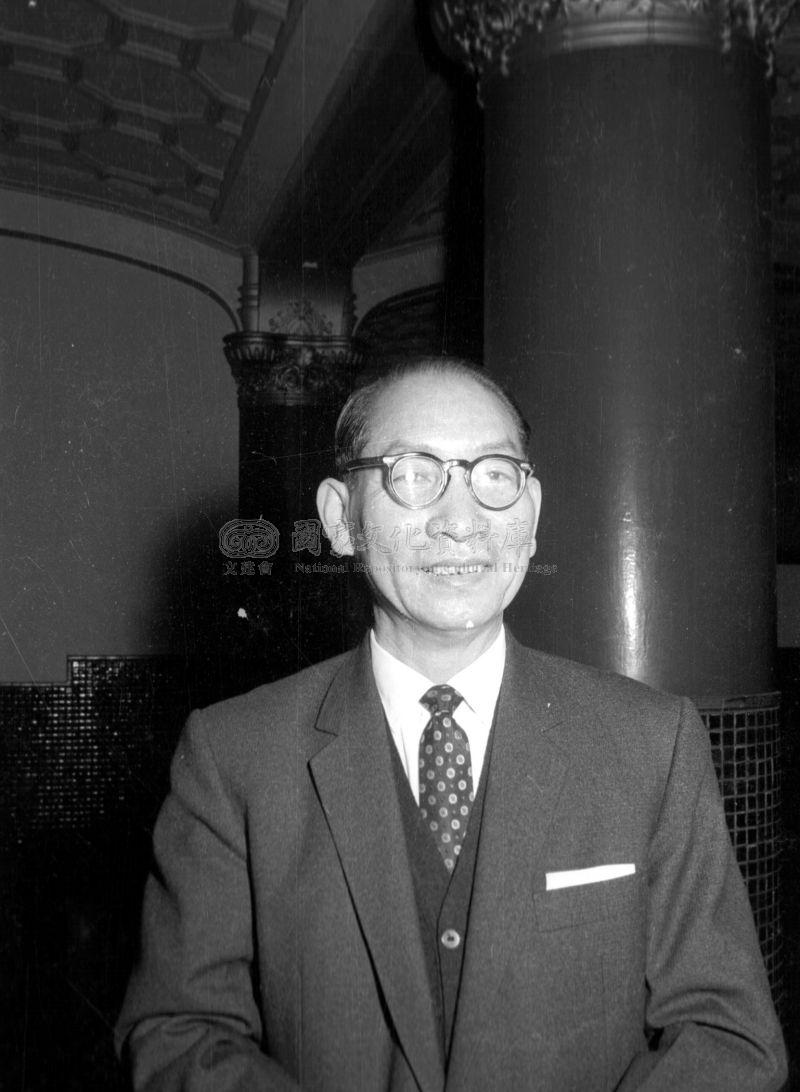
立法院院長：黃國書
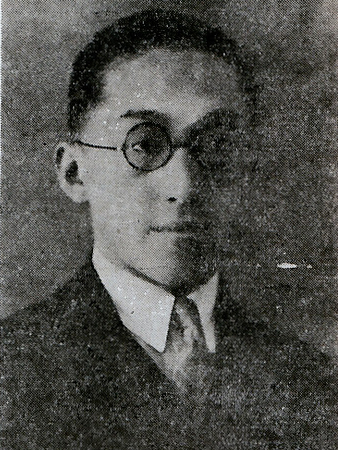
司法院院長：謝冠生
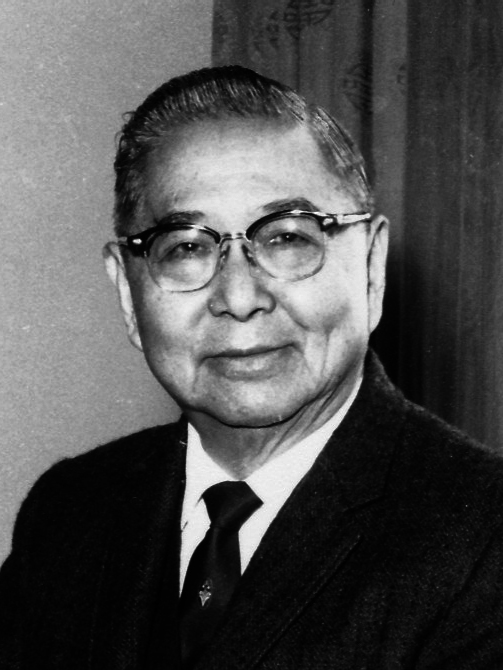
考試院院長：孫科
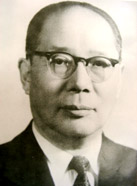
監察院院長：李嗣璁

### 省政府主席

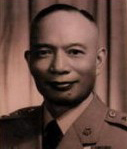
臺灣省政府主席：黃杰
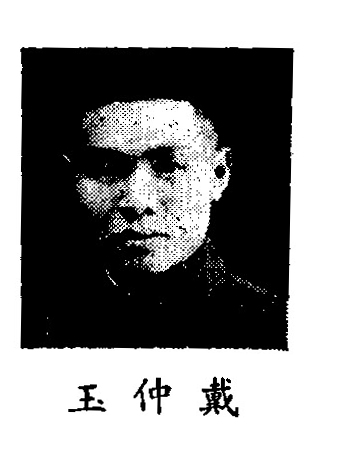
福建省政府主席：戴仲玉

## 大事記
- 胡金銓執導之《龍門客棧》及張徹執導之《獨臂刀》，開啟武俠電影熱潮[2]:744。

### 1月
- 1月12日——丘念台病逝東京（廣東鎮平縣人，為臺灣先賢丘逢甲之子，曾任臺灣省民政廳長、中國國民黨臺灣省黨部主任委員，為臺灣耆宿。）[2]:734。
- 1月13日——金門東北激烈空戰，空軍擊落中共米格十九型機2架[2]:734。
- 1月15日——南投縣第五屆縣長補選由林洋港當選[2]:734。
- 1月17日——越南共和國國防部長阮友固訪臺（1967年4月2日，商業部長阮景天恩訪臺；4月29日，外交部長陳文杜訪臺；6月20日，教育部長阮文詩訪臺；7月31日，農業部長林文智訪臺。）[2]:734。
- 1月27日——臺灣省政府主席黃杰簽訂興建曾文水庫工程顧問合約（10月31日，曾文水庫動工興建；12月7日，行政院核准臺灣省發行糧食債券，作興建水庫經費。1969年4月14日，決定降低水庫大壩10公尺，發電量由10萬瓩減為5萬瓩。）[2]:734。
- 1月30日——國防部長蔣經國著《風雨中的寧靜》一書出版[2]:734。
- 1月31日——經濟部長李國鼎率團參加在西貢開幕之「中、越經濟合作會議」[2]:735。

### 2月
- 美國駐聯合國首席代表高德柏謁見蔣中正，討論當前世界局勢[3]:116。
- 2月1日——公布設置動員戡亂時期國家安全會議，以黃少谷為秘書長，原國防會議撤銷[2]:735。
- 2月3日——臺、日簽訂食米外銷協定，日本購臺米5萬公斤[2]:735。
- 2月6日——發布周至柔、蔣經國、袁守謙分別為國家安全會議建設、動員、戰地政務三委員會主任委員[2]:735。
- 2月13日——特任唐縱、劉增華、陳嘉尚、孫秉乾分為駐韓國、賽浦路斯、約旦、多明尼加等國大使（3月1日，唐縱呈遞到任國書；5月17日，孫秉乾呈遞到任國書。）[2]:735。
- 2月18日——行政院決定成立人事、事務、法制、研究等四機構，訂定中央與地方權責劃分方案[2]:735。
- 2月19日——韓國國防部長金聖恩（朝鲜语：김성은 (군인)）訪問臺灣[2]:735。
- 2月21日——特任保君建、王世明、劉藎章等分別為駐土耳其、科威特、伊朗等國大使（5月17日、5月20日、5月22日，劉藎章、王世明、保君建分別呈遞到任國書。）[2]:735。
- 2月22日——韓國國會議長李孝祥抵台訪問[4]。
- 2月27日——臺灣省政府通過桃園中壢鎮升為縣轄市[2]:735。

### 3月
- 蔣經國巡視馬祖列島及金門縣[5]:83。
- 3月1日——中華航空公司與香港當局商定開闢臺北－香港航線；國家建設計畫委員會成立；特任薛毓麟為駐加拿大大使[2]:735。
- 3月4日——外交部聲明反對任何國家承認外蒙，外蒙是領土[2]:735。
- 3月11日——土地改革紀念館在臺北市落成[2]:735。
- 3月16日——陸軍總司令部宣布：陸軍軍歌已由蔣中正核定，今起啟用；任命關鏞為駐賴索托王國大使[2]:735。
- 3月18日——特任劉宗翰為駐秘魯大使[2]:736。
- 3月20日——日本經濟調查團訪臺，與財經部門交換意見[2]:736。
- 3月22日——國防部與美軍協防臺灣灣司令部宣布，特種部隊自4月1日開始舉行為期一月之同舟演習[2]:736。
- 3月27日——國家安全會議科學發展指導委員會（簡稱科指會）成立，吳大猷為主任委員[2]:736；泰國國務院長他儂·吉滴卡宗訪問臺灣[6]（4月1日，蔣中正三度接見，發表聯合聲明，強調清除共產威脅，確保亞洲安全。）[2]:736。
- 3月30日——經濟部長李國鼎訪問日本（3月31日，拜會日本首相佐藤榮作及外相三木武夫，商建鋼廠計畫並討論造船問題；4月19日，返抵臺北。）[2]:736。

### 4月
- 4月1日——中華航空公司港臺航線正式開航[2]:736。
- 4月4日——澳大利亞總理荷特（Harold E. Holt）訪問臺灣3天（4月6日，與蔣中正兩度會談，發表聯合公報。）[2]:736。
- 4月9日——前美國副總統尼克森訪問臺灣（4月11日，結束訪問臺灣。）[2]:736。
- 4月12日——美國宣布：中共國立音樂學院院長馬思聰投奔自由（1968年3月31日，來到臺灣。）[2]:736。
- 4月17日——千里達及托巴哥總督何才夫婦乘國泰航空飛機經东京抵達臺北展開為期兩星期的訪問，時任考試院院長孫科、時任外交部部長魏道明夫婦和時任僑務委員會委員長高信等人皆在機場歡迎[7]；訪臺期間，何才夫婦除了勘查了臺灣中、南部各處的經濟、軍事和教育等設施以外，並特地於4月20日前往參觀國立故宮博物院，隨後與時任副總統嚴家淦夫婦、前行政院院長何應欽一級上將夫婦、魏道明夫婦、時任司法行政部（今法務部）部長鄭彥棻夫婦、時任中國國民黨中央委員會秘書長張寶樹夫婦和時任外交部次長楊西崑夫婦及夏功权夫婦等人共同在圓山大飯店慶祝何才的62歲壽辰[7][8]。何才夫婦臨走時，魏道明、何應欽、時任僑務委員會副委員長何宜武和時任外交部次長桂宗尧等人皆前往機場送行[8]。
- 4月21日——漁業考察團訪問菲律賓，為中、 菲漁業合作奠定基礎[2]:737。

### 5月
- 5月1日——經濟部核准設立「中、日合資」臺灣畜產公司[2]:737。
- 5月4日——美國國務卿魯斯克及助理國務卿彭岱在美國眾議院作證，盛讚臺灣經濟繁榮與農技援外成就[2]:737。
- 5月6日——副總統兼行政院長嚴家淦啟程經日本赴美訪問21天（5月7日，與日本首相佐藤榮作就中國大陸動亂及越南問題會談；5月9日，與美國總統詹森兩度會談；5月11日，發表聯合聲明，同意互相諮商應付中國大陸情勢發展；5月26日，返回臺灣。）[2]:737。隨行人員包括：經濟部部長李國鼎、外交部政務次長沈錡暨夫人、行政院國際經濟合作發展委員會祕書長陶聲洋等。並前往阿靈頓國家公墓獻花致意、謁甘迺迪之墓。之後亦參訪派屈克空軍基地、甘迺迪太空中心、紐約聯合國大廈等地。訪問期間爭取到美援停止之後，各項經濟合作計畫，使美方同意加強科技交流，在駐華大使館中，設立科技參事，中華民國政府則在行政院之下，成立國家科學委員會，以促進產業升級[9][10]。
- 5月11日——行政院通過臺北市自7月1日改制為院轄市，並將景美、木柵、內湖、南港、士林、北投6鄉鎮併入[2]:737。
- 5月20日——中國農民銀行在臺灣復業[2]:737。
- 5月23日——美國助理國務卿斯柯（Joseph J. Sisco）訪問臺灣3天[2]:738。
- 5月29日——反共救國軍部隊登陸山東支援敵後游擊作戰，與解放軍發生戰鬥[2]:738。

### 6月
- 蔣經國再度巡視馬祖列島及金門縣[5]:83。
- 6月2日——美國驅逐艦「金伯利號」正式移交臺灣海軍[2]:738。
- 6月7日——「中、日貿易經濟會議」在臺北揭幕，商討農產品進出口及機械人纖維原料價格，並研討保護工業所有權問題（6月14日，閉幕。1968年7月23日，第二屆會議在東京揭幕。）；臺灣與聯合國共同合作發展食品加工計畫實施方案簽字生效[2]:738。
- 6月11日——臺灣省政府發布「優待僑商來臺投資辦法」[2]:738。
- 6月14日——蔣中正主持首次國家安全會議，指示建設要有遠大目標和計畫，須以具現代知識科學人才為基礎；美國將新型U-17A輕航空飛機一批移交陸軍使用[2]:738。
- 6月16日——經濟部長李國鼎代表與聯合簽訂「社區發展公共衛生設施改善計畫」[2]:738。
- 6月19日——臺灣經濟發展會議在臺北揭幕，為臺灣經濟發展提出建言[2]:738。
- 6月20日——戚烈拉（Richard G. Ciccolella）任美軍援華顧問團團長[2]:738。
- 6月28日——蔣中正調動高級軍事首長：黎玉璽、高魁元分任參軍長與參謀總長，陳大慶、賴名湯、劉廣凱、劉玉章分任陸軍、空軍、聯勤、警備總司令[2]:739。
- 6月29日——協助港澳僑胞到臺灣投資聯絡小組成立，並制定實施「港澳僑胞來臺投資事項」，僑商到臺灣投資達到高峰（9月13日，政府組成協助港澳僑胞回國投資工作小組。）[2]:739。
- 6月30日——嚴家淦祝賀韓國大統領朴正熙就職，呈遞國書（7月2日，與美國副總統韓福瑞、日本首相佐藤榮作、韓國總統朴正熙等領袖在漢城舉行非正式高峰會議，談論中共核爆、越戰及經濟合作等問題；7月3日，返國。）[2]:739。

### 7月
- 7月1日——臺北市改制為院轄市，市長高玉樹、議長張祥傳同時就職；省立臺灣師範大學改制為國立臺灣師範大學；停刊19年之《東方雜誌》復刊；三軍總醫院在臺北成立；吳修齊、高清愿合組統一企業[2]:739。
- 7月4日——外交部長魏道明抵達曼谷出席亞太理事會第二屆部長級會議；美國海軍軍令部長穆勒（Thomas H. Moorer）訪問臺灣3天[2]:739。
- 7月5日——臺灣省政府通令各縣市應即恢復設置國語推行委員會[2]:739。
- 7月7日——教育部長閻振興表示，明年秋天延長國民義務教育至9年（8月3日，行政院通過「九年國教實施綱要」。）[2]:739。
- 7月8日——體育界耆宿江良規（1914-1967）病逝（浙江奉化人，為馳譽國際之體育家，著有《體育學原理》等書。）[2]:739。
- 7月9日——外交部次長楊西崑第19次訪問非洲[2]:739。
- 7月17日——邱約翰（John L. Chew）接任美軍協防臺灣司令[2]:740。
- 7月22日——臺灣拆解廢船工業超過日本，躍居世界第一[2]:740。
- 7月24日——樞機主教田耕莘（1890-1967）病逝（山東陽谷人，曾任輔仁大學復校後第一任董事長，為遠東區第一位樞機主教。）；美國運通銀行臺北分行開業[2]:740。
- 7月28日——中華文化復興運動推行委員會成立，蔣中正擔任會長（11月2日，委員會擬定「中華文化復興運動推行計畫」；11月3日，臺灣省政府訂定「推行中華文化復興運動實施要點」；3月29日，《中華文化復興月刊》創刊。）[2]:740。8月，聘孫科、王雲五、陳立夫為文化復興委員會副會長[3]:116。

### 8月
- 8月4日——任命丁懋時、沈祖潯、李興南與黃正分別為駐剛果、盧安達、尼日及加彭等國大使[2]:740。
- 8月6日——副總統嚴家淦向梁實秋致賀其翻譯《莎士比亞戲劇全集》功成[2]:740。
- 8月7日——行政院發布「國家科學委員會組織規程」，由吳大猷任主任委員（8月14日，由長科會改組之國家科學委員會成立；10月13日，改組完成，設自然及數學、人文及社會、生物及醫農、工程及應用、科學及教育等五委員會。）[2]:740。
- 8月12日——蔣中正主持國家安全會議，通過由總統依照臨時條款，以命令規定延長九年國民教育年限（8月26日，行政院頒令自1968年起實施九年國教；12月3日，國際經濟合作發展委員會撥款新臺幣7億餘元，補臺灣省及臺北市推展九年國教；12月13日，行政院決定中美基金撥6億8千餘萬元，作為建國中教室之用。1968年1月2日，由中央指撥公地建校；1月4日，成立延長國民教育工作小組；1月9日，決定統一編印國中教科書；1月26日，78所國中破土興建。）；監察院投票同意15位大法官，張金蘭成為第一位女性大法官[2]:740-741。
- 8月15日——總統府資政孔祥熙病逝紐約（山西太谷人，曾任行政院長、財政部長，長期主持國民政府之財政。）[2]:741。蔣中正馳電弔唁，並手撰「孔庸之先生事略」[3]:116。
- 8月29日——教育部在美國教育文化事業顧問委員會主任委員郭秉文逝世（江蘇青浦人，曾任東南大學校長、財政部次長兼中英貿易協會主任等職，為中國現代高等教育事業之先驅。）[2]:741。

### 9月
- 世盟第一届会议在台北举行，共有64个国家与地区、以及12个国际反共组织参加，谷正纲当选第一届理事会主席。大会通过了世界反共宣言与世界反共联盟共同纲领[11][12][13]。
- 9月7日——日本內閣總理大臣佐藤榮作訪臺（9月8日，兩度與蔣中正會談；9月9日，發表聯合公報，強調加強團結，實現亞太區域和平與繁榮。）[2]:741。佐藤榮作兩度晉見蔣商討臺日共同問題，並就當時世局及中國大陸中共情勢交換意見[3]:116-117。
- 9月12日——蔣接見日本記者發表談話，指出中共內部必陷長期混亂，盼日本人尊重東方傳統，不使共產主義有滲透之機會，唯有臺日加強合作，始能達到此一目的[3]:117。
- 9月16日——人事行政局成立（7月27日，蔣中正明令設置；8月4日，任命王正誼出任人事行政局長。）[2]:741。
- 9月17日——美國總統科學顧問賀尼克（Donald F. Hornic）率專家到臺灣，協助臺灣發展科學（9月23日，離臺，建議增加科技經費及培植人才；11月16日，訪臺後建議政府應以土地改革精神，全力加速科學與技術發展。）[2]:741。
- 9月19日——駐越大使館遭越共爆炸，房屋三分之一被毁（9月26日，暴徒供稱係越共主謀，企圖殺害大使胡璉。）[2]:741。上午10時30分，有兩匪徒混入大使館，將爆炸物安放於胡璉二樓辦公室下面引爆，一時轟然巨響，大使館樓板全部震塌[14]:250。大使館建築物一樓全毀，大使胡璉倖免於難[15]。
- 9月25日——世界反共聯盟第一屆大會在臺北舉行，67國及13個國際反共組織代表與會（9月29日，通過「世盟共同綱領」與「世盟宣言」後閉幕。）[2]:742。
- 9月28日——史學家錢穆夫婦自香港飛到臺北定居[2]:742。
- 9月30日——經濟部長李國鼎與世界糧食組織簽訂「臺灣東部農地開發計畫」實施方案[2]:742。

### 10月
- 10月5日——中華航空公司增闢至新加坡、曼谷、馬尼拉及漢城4條國際航線[2]:742。
- 10月6日——行政院副院長黃少谷代表蔣中正赴加拿大訪問（10月9日，與加國總理皮爾遜（Lester Bowles Pearson）會商兩國加強合作問題；10月17日，返回臺灣。）[2]:742。
- 10月13日——臺灣與美國簽訂紡織品兩項新協定[2]:742。
- 10月20日——「中、日貿易協進會」第一次會議在東京舉行（1969年11月17日，舉行第三次會議，臺方代表促成日方採有效措施，縮小貿易差距。）[2]:742。
- 10月21日——日本外相三木武夫表示對臺政策保持「吉田書簡」精神[2]:742。
- 10月30日——慶賀越南共和國阮文紹就職，參謀總長高魁元率特使團呈遞國書[2]:743。

### 11月
- 11月2日——美援贈臺灣海軍之驅逐艦安陽號抵達臺灣[2]:743。
- 11月12日——中國國民黨第九屆五中全會揭幕（11月23日，閉幕，選出嚴家淦等19位中央委員。）[2]:743。
- 11月19日——反共游擊隊突擊廣東惠陽縣平潭機埸，毁中共米格十九型機八架[2]:743。
- 11月23日——蔣經國再度連任中央常務委員會委員[16]:521。
- 11月27日——國防部長蔣經國訪問日本（12月2日，返回臺灣。）[2]:743。日本天皇裕仁接見蔣經國時表示永不忘懷蔣中正寬大德意；日本國民1萬5千餘名在東京舉行感謝蔣大會[3]:117。
- 11月28日——聯合國大會表決「中國代表權問題」，以58對45票，17票棄權，擊退共黨及不結盟國家欲使中共進入聯合國之企圖[2]:743。
- 11月29日——蔣中正發布行政院長局部改組：俞國華任財政部長，查良鑑任司法行政部長，孫運璿任交通部長，蔣彥士為行政院秘書長；考試院副院長程天放逝世（江西新建人，曾任安徽省教育廳長、浙江大學校長、駐德國大使；政府遷臺後，先後任教部長、考試院副院長等職。）[2]:743-744。
- 7月30日——行政院通過「中、美資源交換計畫」[2]:744。

### 12月
- 12月4日——新亞建設成立。
- 12月5日——中華民國副總統嚴家淦先生（當時兼任行政院院長）指示各機關，提高改進行政效率，推行分層負責制度，政府並頒實施準則[2]:744。
- 12月8日——前日本首相岸信介訪問臺灣；中華民國陸軍總司令陳大慶代表中華民國政府接受美國某軍事單位贈送之最新型戰車一批[2]:744。岸信介率團謁見蔣中正[3]:118。
- 12月12日——「中、美農產品協定」在中華民國臺北市簽字，美國繼續提供臺灣農產品兩年3,750萬美元，半數為協助友好國家之用[2]:744。
- 12月13日——歷史學家湯恩比訪問臺灣[2]:744。
- 12月16日——中華民國在臺灣與日本簽訂5項貸款協定，計979萬1,000美元，購置設備用於建設[2]:744。
- 12月22日——中華民國駐賴比瑞亞大使楊繼曾代表與賴比瑞亞簽訂「中、賴農技合作新協定」[2]:744。張群任慶賀賴比瑞亞總統、副總統就職典禮特使，順道訪問象牙海岸，歸途過境訪問美國[17]。

## 出生
参见： 1967年出生
- 1月8日——
  - 陳明真，女歌手。
  - 劉醇逸：政治人物，是移居美國的台灣人。
- 1月10日——林靖傑：導演。
- 1月13日——徐薇，英文補教名師。
- 1月15日——羅明才：政治人物，是羅福助之子。
- 1月17日——玉尚：演員，是呂盈瑩前夫。
- 1月21日——安幼琪：新聞主播、主持人。
- 1月22日——蔡淑惠：政治人物。
- 1月25日——吳蒙恩：導演。
- 1月30日——黃榮山：力學家。
- 1月31日——王祖賢，演員、歌手。
- 2月1日——
  - 賴有賢，漫畫家。作品有《真命天子》、《小和尚》。
  - 秦偉：主持人、通告藝人。
- 2月2日——
  - 劉櫂豪，法官、政治人物。現任立法委員。
  - 林有志：政治人物，曾任花蓮市市民代表、花蓮縣議員、行政院客家委員會諮詢委員。
- 2月5日——
  - 拾方方：登山家，是首位在聖母峰遇難的台灣人。
  - 簡余晏：政治人物。
- 2月6日——陳孫華：造型設計師。
- 2月8日——
  - 牛爾：化妝師。
  - 張正憲：棒球捕手，現被終身禁賽。
- 2月11日——陳政賢：棒球選手。
- 2月16日——顧玉玲：作家、社會運動人士。
- 2月22日——溫士凱：作家、講師、廣播主持人。
- 3月1日——蕭淑麗：政治人物。
- 3月2日——詹雅雯，知名臺語歌手。
- 3月3日——沈慧虹：政治人物、鐵道站務員，曾任奮起湖車站站長、新竹市交通處處長、新竹市副市長。
- 3月7日——歐崇敬：教授。
- 3月11日——
  - 方季惟：歌手、演員。
  - 郭國文：政治人物。
  - 侯駿逸：角力運動員。
- 3月12日——尹乃菁：主持人。
- 3月21日——車宜靜：文化工作者，現任世界至孝親篤舜裔總會秘書長。
- 3月26日——張信哲，歌手。
- 4月2日——宋明宗：政治人物。
- 4月11日——王自強：演員。
- 4月15日——陳宗彥：政治人物，曾任行政院發言人、內政部政務次長、中央流行疫情指揮中心副指揮官。
- 4月21日——
  - 蔡秋鳳：歌手。
  - 劉志昇：棒球領隊。
- 4月24日——賴義鍠：政治人物。
- 4月26日——九孔，本名呂孔維，藝人、諧星。
- 4月28日——
  - 包小松：歌手、主持人、音樂製作人，是張雅婷之夫、包小柏之兄。
  - 包小柏：歌手、演員、主持人、音樂製作人，是包小松之弟。
- 4月29日——平凡：漫畫家。
- 4月30日——
  - 張宇，男歌手。
  - 田麗：演員、主持人、果農。
- 5月13日——徐超斌：醫師。
- 5月16日——楊朝偉：政治人物。
- 5月18日——李慶鋒：政治人物。
- 5月19日——趙詠華：歌手。
- 5月25日——
  - 辜仲立，企業家，出身鹿港辜家。辜濂松三子。其兄辜仲諒、辜仲瑩。
  - 吳鈞堯：作家。
- 5月28日——康康，本名康晋榮。綜藝節目主持人和歌手。
- 5月30日——丁國琳，女演員。
- 6月6日——
  - 林美秀：演員、主持人。
  - 楊靚姝：編劇。
- 6月7日——謝榮雅：工業設計師。
- 6月13日——陳文治：政治人物，曾任新北市議會副議長。
- 6月19日——陳震：歌手。
- 6月21日——馬維欣：演員、主持人、通告藝人，是馮光榮前妻。
- 6月24日——劉志宏：音樂製作人。
- 6月30日——王中平：歌手、演員，是余皓然之夫。
- 7月1日——
  - 簡郁珊：音樂家。
  - 單承矩：演員、導演、編劇、製作人。
- 7月3日——游梓翔：教授。
- 7月6日——
  - 鄭文燦，政治人物。曾參與野百合學運，2014年當選桃園市長。
  - 萬芳：歌手、演員、廣播主持人。
  - 高景炎：籃球運動員。
- 7月18日——林錦昌，小說家、政治人物。曾任台北市政府新聞處處長。
- 7月19日——
  - 李興文，男演員。曾參與電影《報告班長》、電視劇《流氓教授》、《意難忘》演出。
  - 周可平：圍棋棋士。
- 7月21日——黃奕睿：會計師。
- 7月23日——楊潔玫：演員。
- 7月24日——宋少卿：相聲、演員、主持人。
- 7月31日——蔡海如：藝術策展人。
- 8月1日——
  - 陳建年：歌手、警務人員，曾任蘭嶼分駐所副所長。
  - 曾貴章：棒球選手，現被終身禁賽。
- 8月2日——王光熙：棒球選手，是王光輝之弟，現被終身禁賽。
- 8月5日——顧婕：演員。
- 8月10日——曲全立：導演。
- 8月11日——鄒兆龍：演員，是翁慧德之夫，曾在好萊塢參與電影《駭客任務》第二、三集演出。
- 8月12日——
  - 黃俊傑，棒球選手，曾經效力於中華職棒時報鷹隊。
  - 傅家森：消防員。
- 8月14日——曾淑勤，女歌手。
- 8月17日——
  - 王耿豪：演員。
  - 孟廣美：演員、主持人、模特兒，是台灣首位登上好萊塢的女藝人，現移居北京。
- 8月19日——胡一虎：新聞主播，原是華視主播，後轉赴香港鳳凰衛視。
- 8月23日——陳耀川：音樂製作人。
- 8月26日——蘇昭旭：鐵道研究家。
- 8月29日——邵昕：演員。
- 9月4日——四方：演員。
- 9月7日——吳小莉：新聞主播，原在華視擔任主播，1993年後轉赴香港鳳凰衛視。
- 9月8日——張萬康：小說家。
- 9月16日——
  - 趙豐邦，花式撞球運動選手，有「冷臉殺手」之稱。
  - 屈中恆：演員、主持人、配音員。
- 9月17日——楊秀玉：政治人物，現任基隆市議會副議長。
- 9月18日——
  - 徐輔軍：導演，以2004年電影《夢遊夏威夷》獲得杜維爾影展最佳影片獎。
  - 陳明義：政治人物，是陳世軒之父。
- 9月19日——
  - 許淑蘋：演員，是張傑勛之妻。
  - 盧秀芳：新聞主播，是盧秀燕之妹。
- 9月22日——張傑勛：演員，是許淑蘋之夫。
- 9月26日——林玉珍：新聞主播。
- 9月28日——朱國珍：作家、主持人、新聞主播。
- 10月1日——簡文彬：指揮家。
- 10月6日——汪用和：新聞主播，是周守訓之妻。
- 10月7日——林俊泓：導演。
- 10月8日——吳建樟：翻譯家。
- 10月11日——劉小芸：配音員。
- 10月12日——黃忠義，棒球選手。
- 10月16日——韓羅賢：音樂製作人、經紀人。
- 10月17日——
  - 林小樓：演員。
  - 黃國華：小說家。
- 10月19日——賴芳玉：律師。
- 10月22日——徐佳青：政治人物。
- 10月24日——劉增鍇：相聲。
- 10月25日——姚可傑：歌手，是東方快車主唱。
- 10月29日——徐承義：演員、企業家，是瓦城泰統集團創辦人。
- 10月31日——
  - 黃柏霖，政治人物。現任高雄市議員，叔叔黃啟川曾任議長。
  - 何淑峯：政治人物。
  - 劉海若：新聞主播，原是TVBS晚間主播，2000年後轉赴香港鳳凰衛視。
- 11月1日——
  - 洪敬堯：歌手，是洪一峰之子、洪榮宏之弟。
  - 汪平雲：律師、政治人物，曾任蒙藏委員會委員。
- 11月4日——柯淑勤，女演員。代表作《孽子》。
- 11月6日——
  - 宋達民：歌手、演員、牧師，是宋逸民之弟。
  - 宋逸民：歌手、演員、牧師，是宋達民之兄。
- 11月7日——焦恩俊，藝人演員。
- 11月9日——江國賓，男演員。代表作《台灣霹靂火》、《台灣龍捲風》、《金色摩天輪》,早年以飾演反派角色較具代表性。
- 11月10日——沈懷一：歌手、社會運動人士。
- 11月17日——王美雪：演員。
- 11月18日——劉亮佐，藝人，曾主持三立電視台節目『在台灣的故事』。
- 11月19日——
  - 侯志堅：鍵盤手、音樂製作人，是東方快車成員之一。
  - 游素蘭：小說家、漫畫家，是喬英之姊。
  - 桑茂森：籃球教練。
- 11月20日——周奕成：政治運動人士，曾任中華民國總統府諮議、行政院政務顧問。
- 11月21日——陳思安：歌手。
- 11月25日——謝采妘：歌手，現移居馬來西亞。
- 11月27日——陳湘琪：演員、教授，現任教於國立臺北藝術大學電影創作、劇場設計二系。
- 12月14日——卓天麟：棒球選手。
- 12月15日——陳進益：配音員。
- 12月16日——周玲妏：政治人物，曾任高雄市政府觀光局局長。
- 12月17日——王文華：作家。
- 12月20日——
  - 陳文山：演員。
  - 蕭雅全：導演。
- 12月21日——李哲華：幕僚，曾任台北市民政局機要秘書、葉金川副秘書長辦公室主任、林益世立委辦公室主任。
- 12月23日——陳淑芬：漫畫家。
- 12月24日——沈玉琳，藝人、電視節目製作人及主持人。

## 逝世
- 1月12日——丘念台，政治人物，丘逢甲之子。（1894年出生）。
- 3月11日——楊仲鯨，政治人物，首屆民選花蓮縣長。（1898年出生）。
- 3月27日——吳新榮，醫師、作家及政治人物（1907年出生）。
- 吳燕生 詩人 °吳鸞旂孫女、吳子瑜女兒°大正三年出生於北平，得年 62歲°